# Rasdorf
Rasdorf é um município da Alemanha, no distrito de Fulda, região de Kassel, estado de Hessen. Fica junto à fronteira com a Turíngia.
Em Rasdorf situava-se o Checkpoint Alpha, na fronteira interna alemã, entre 1949 e 1990.

## Ligações externas

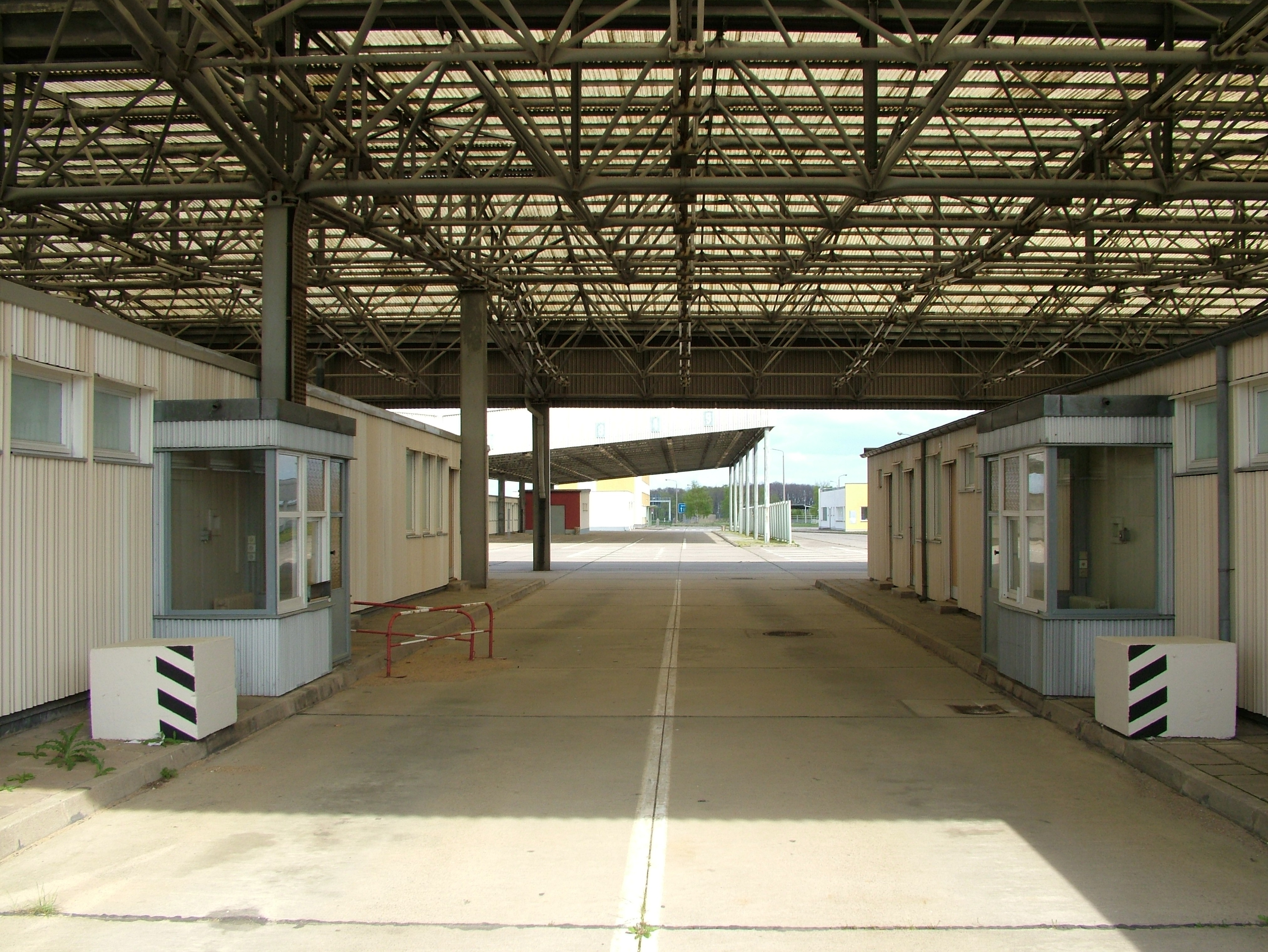
Antigo posto fronteiriço e cabinas de verificação de passaportes. do Checkpoint Alpha